# Коффенайм
Коффена́йм (фр. Kauffenheim) — коммуна на северо-востоке Франции в регионе Гранд-Эст (бывший Эльзас — Шампань — Арденны — Лотарингия), департамент Нижний Рейн, округ Агно-Висамбур, кантон Бишвиллер.
Площадь коммуны — 2,24 км², население — 209 человек (2006) с тенденцией к стабилизации: 211 человек (2013), плотность населения — 94,2 чел/км².

## Население
Население коммуны в 2011 году составляло 217 человек, в 2012 году — 215 человек, а в 2013-м — 211 человек.
| 1962 | 1968 | 1975 | 1982 | 1990 | 1999 | 2006 | 2008 | 2011 | 2012 | 2013 |
| ---- | ---- | ---- | ---- | ---- | ---- | ---- | ---- | ---- | ---- | ---- |
| 128  | 120  | 136  | 176  | 202  | 209  | 209  | 222  | 217  | 215  | 211  |

Динамика населения:

## Экономика
В 2010 году из 170 человек трудоспособного возраста (от 15 до 64 лет) 137 были экономически активными, 33 — неактивными (показатель активности 80,6 %, в 1999 году — 72,5 %). Из 137 активных трудоспособных жителей работали 124 человека (69 мужчин и 55 женщин), 13 числились безработными (6 мужчин и 7 женщин). Среди 33 трудоспособных неактивных граждан 11 были учениками либо студентами, 6 — пенсионерами, а ещё 16 — были неактивны в силу других причин.

## Достопримечательности (фотогалерея)

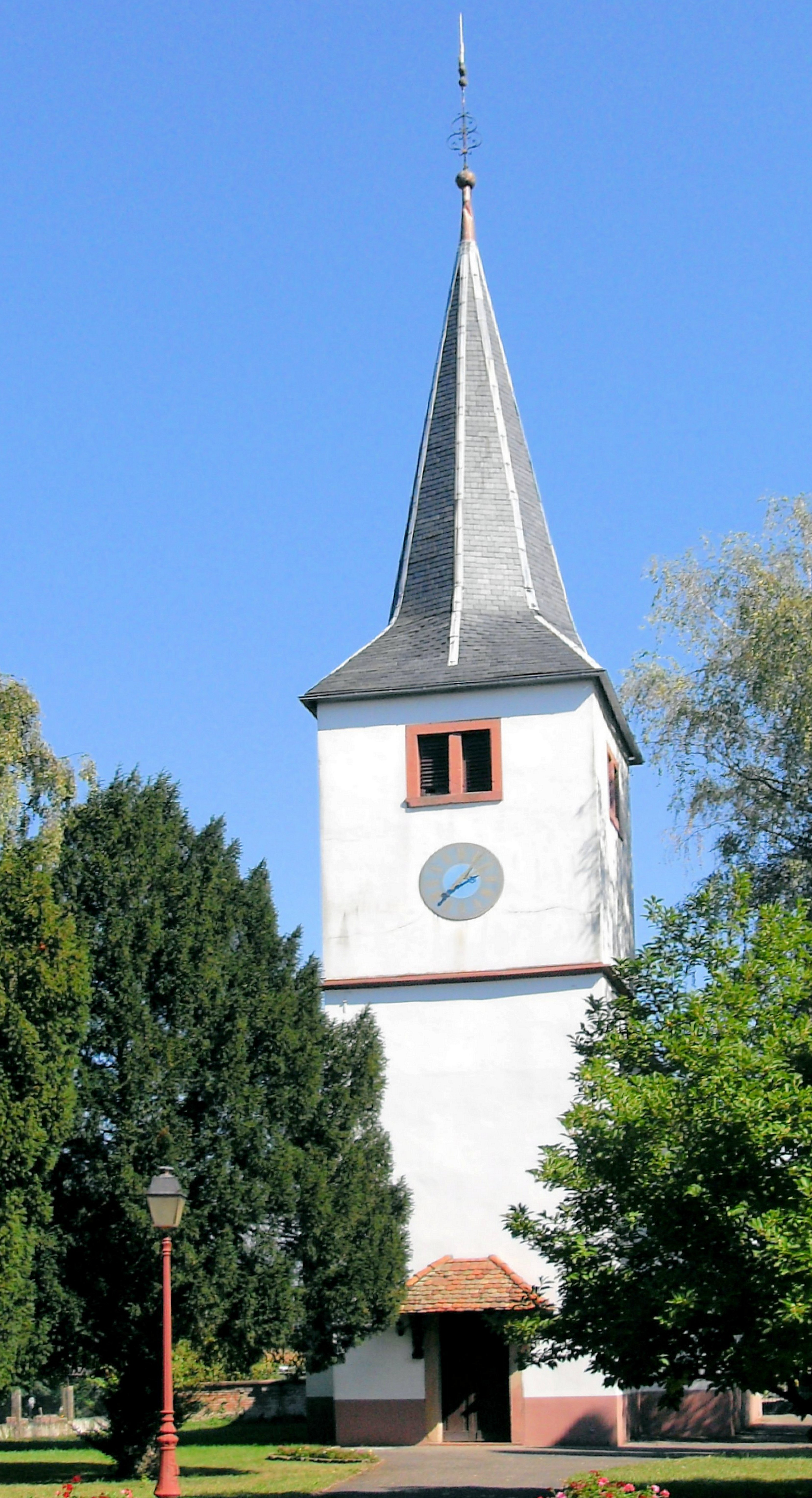
Протестантская церковь
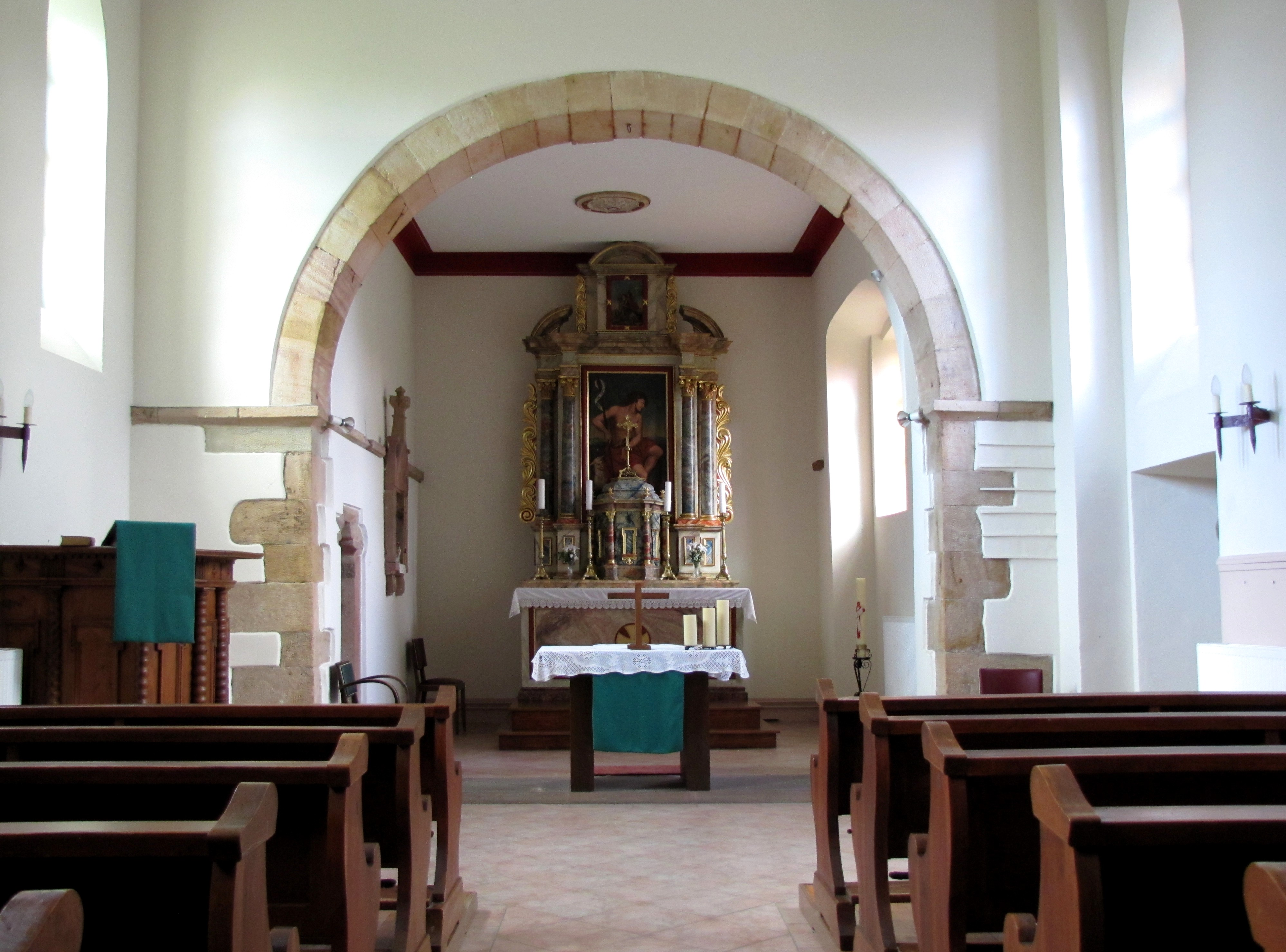
Интерьер
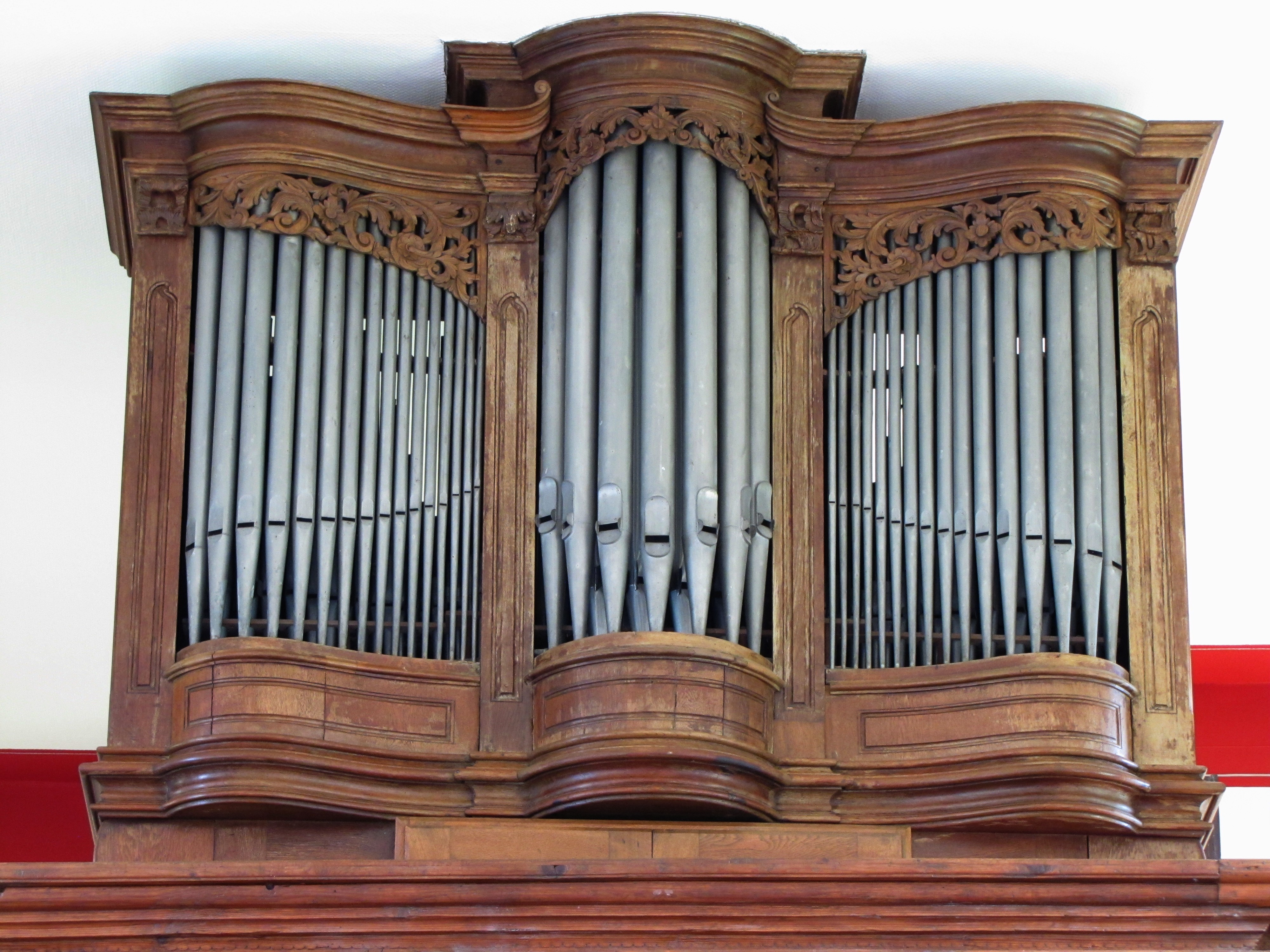
Орган (1767—1880)
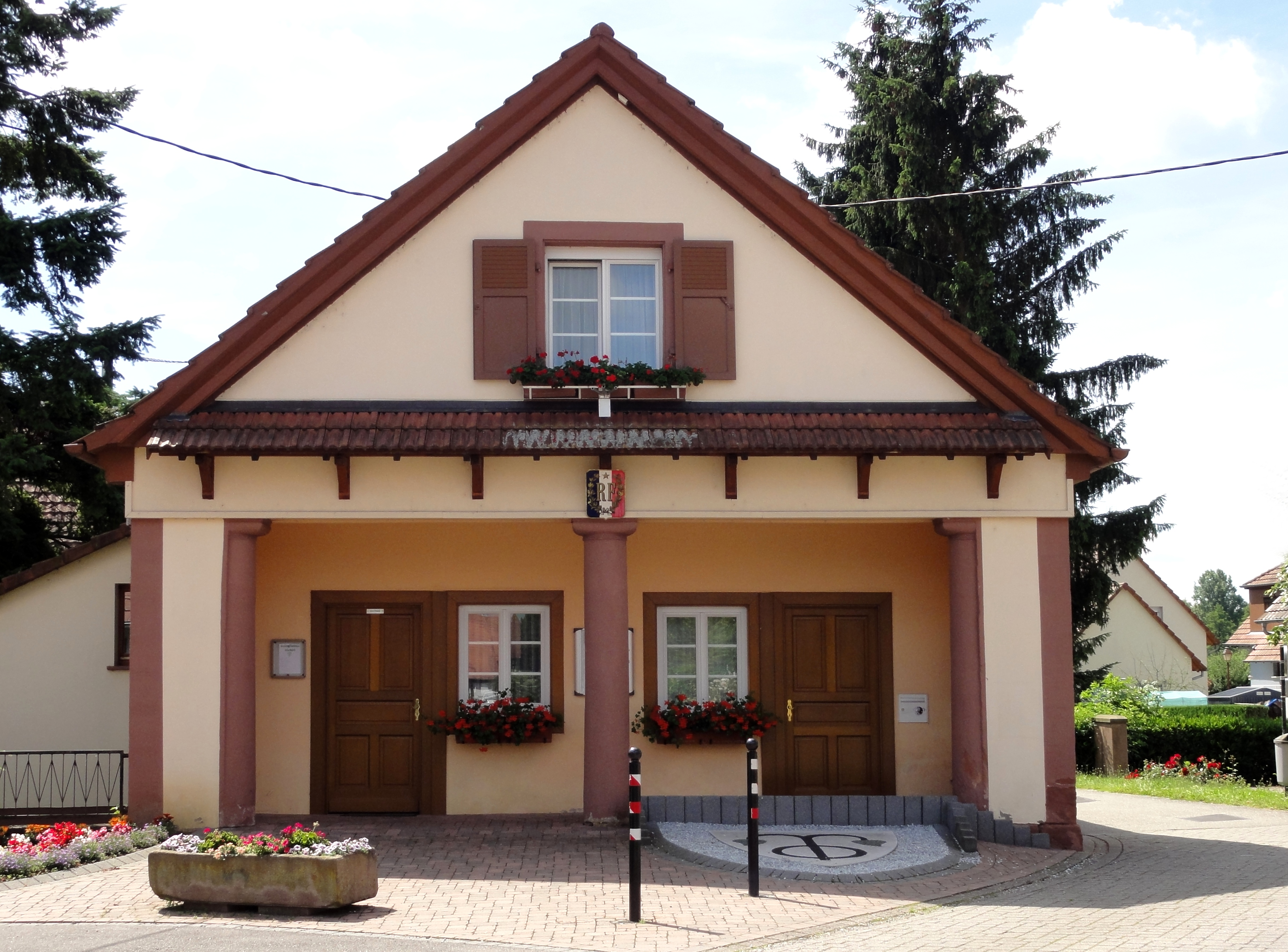
Здание мэрии
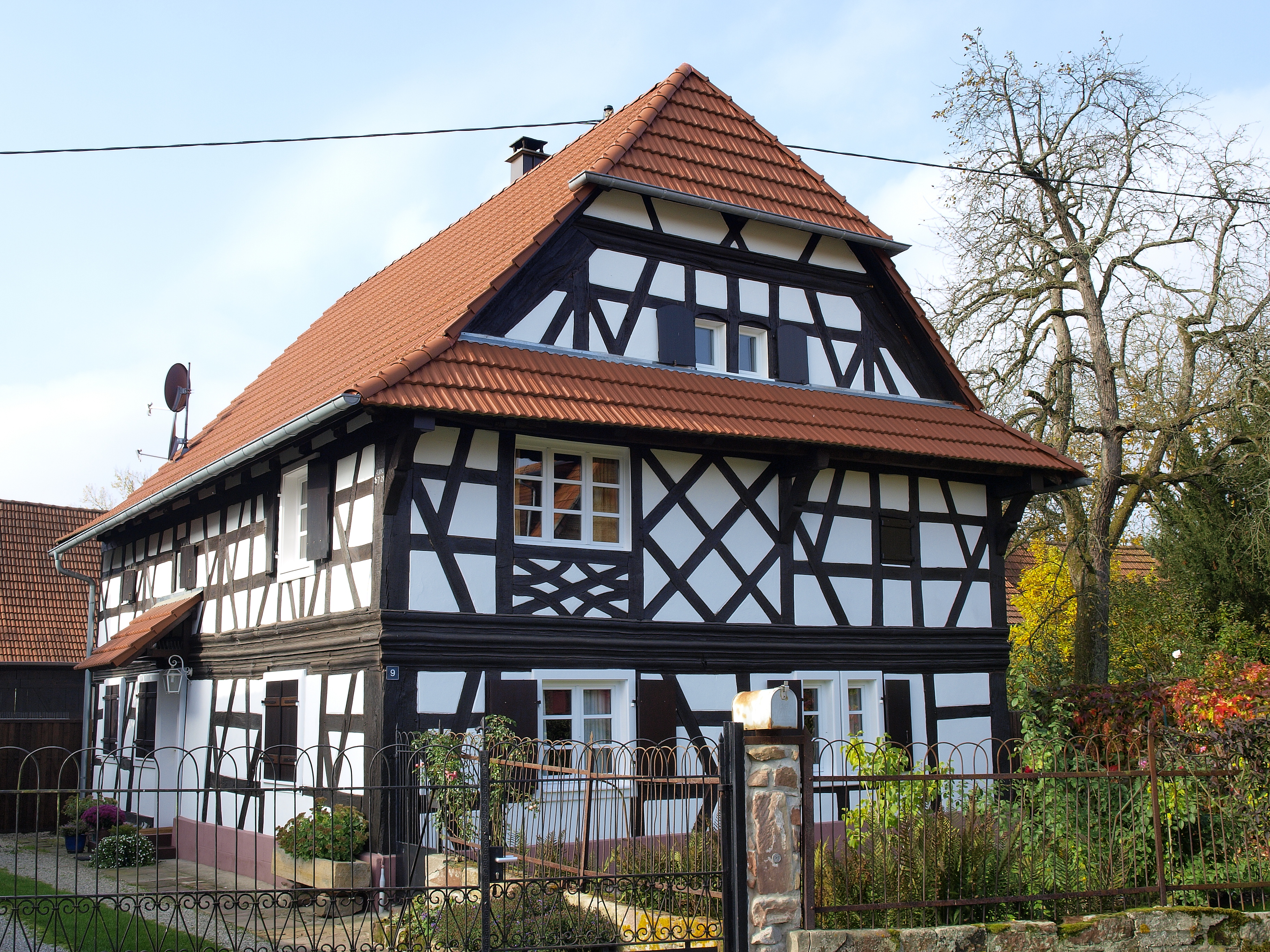
Строение